# 巴拉望島戰役
巴拉望島戰役是美軍與日軍在1945年2月28日至4月22日於菲律賓群島南部巴拉望島爆發的戰事，它是美軍勝利者1號及2號計劃之延續，亦是美軍解放菲律賓戰役之一部份，美軍希望解放菲律賓南部島嶼、結束日本統治及消滅殘餘之日本守軍。

## 背景
當美國第6軍團在沃爾特·克魯格中將指揮下在馬尼拉作戰時，道格拉斯·麥克阿瑟上將下令發動一個的軍事行動解放菲律賓南部島嶼，代號為勝利計劃。
由於民都洛島已在1944年12月16日被盟軍解放及二呂宋島之解放已在進行中，美軍希望建立另一基地以切斷日軍從亞洲大陸上的中南半島經南中國海及西南方的蘇祿海到南方各島之物資供應線。
由羅伯特·勞倫斯·艾克爾伯格中將指揮的美國第8軍團受命於執行進攻棉蘭老島西部的三寶顏半島及蘇祿群島的戰事後，進攻巴拉望島及佔領其首府普林塞薩港

### 勝利者3號計劃
作戰之目的是完全弧立菲律賓群島中部島嶼如班乃島、內格羅斯島、宿務島及保和島和擴展開軍空軍的控制範圍，巴拉望島上的機場能封鎖中南半島及切斷南中國海日本海上航道，而從三寶顏及蘇祿群島上起飛的飛機更能襲擊日本在婆羅洲的石油提煉設施。艾奇伯格選擇由Jens A. Doe 少將指揮的美軍第41步兵師執行攻佔巴拉望島、三寶顏半島及蘇祿群島的軍事行動。

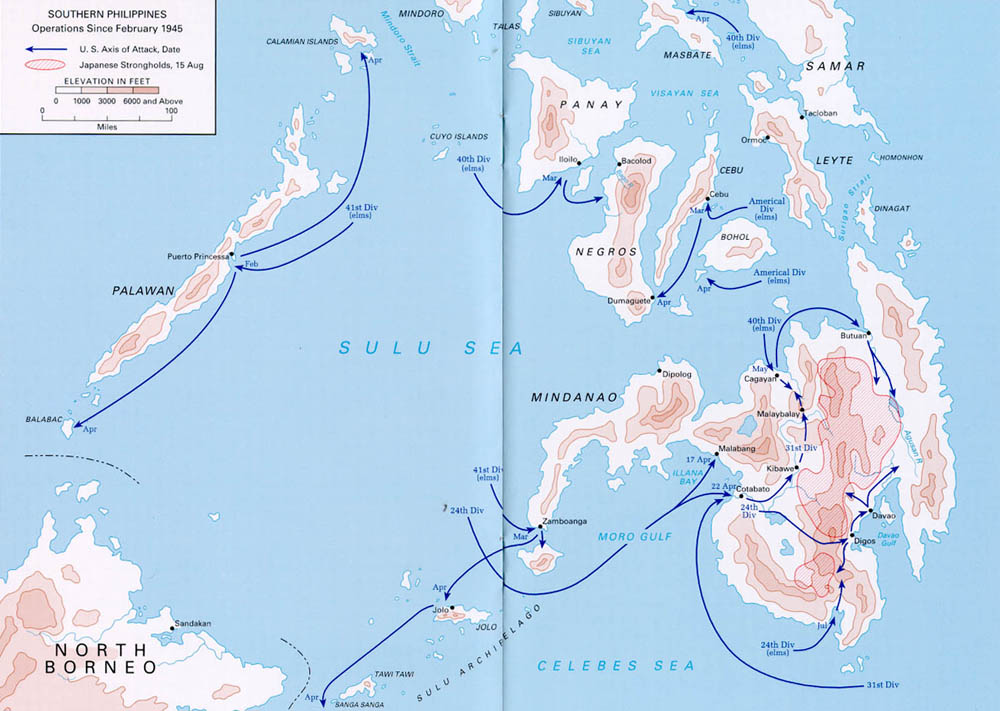
1945年，菲律賓南部戰役示意圖

與眾多菲律賓島嶼相似，巴拉望島對入侵部隊來說很荒涼的，全島共長200英哩(300公里)及濶30英哩(50公里)，島上海岸
滿佈暗礁、沙洲及沼澤地，只有很少地點可供適合的登陸地點，內陸是滿佈樹林的山區向日軍提供很好防禦區域，第41步兵師的第186步兵團負責進攻巴拉望島。
在麥克阿瑟指揮下的由托馬斯·金凱德中將指揮的美國第7艦隊的巡洋艦及驅逐艦將負責運送登陸部隊及提供炮火支援，第7艦隊下第7海軍支援大隊將為登陸部隊提供軍需物資。

## 戰役經過
經過2天由美國陸軍航空軍第13大隊發動之空襲及由第7艦隊的炮轟之後，第186步兵團在1945年2月28日早上在普林塞薩港登陸，艾奇伯格在一架B-17轟炸機上觀看了整個登陸過程。
一如所料，由於沒有優良的登陸地點，登陸灘頭的作業比較緩慢，雖然負責登陸灘頭作業的第2特別工程旅的工作效率已十分高。
第186步兵團的士兵向前推進，其中2個旅由普林塞薩港東面向北推進，另外第3個旅從海灘直接向北進發，但第一天他們發現由铃木宗作所指揮的日本第35軍的士兵已放棄普林塞薩港及撤往西北面的山區。
美軍士兵發現在12月份時被屠殺的150名美軍戰俘的屍體，美軍護航船隊的出現令日軍相信美軍很快進攻巴拉望島，因此將戰俘趕入防空洞、向防空洞放火及向企圖逃走的俘虜開槍，只有幾個俘虜僥倖生還，他們在遊擊隊幫助下隱藏起來直至美軍登陸，他們向美軍講述日軍的暴行。
第186步兵團直到登陸後第3天在普林塞薩港以北10英哩(16km)的山區才遇到抵抗，5天後日軍之抵抗基本上被清除，在之後一星期內，艾奇伯格亦領導第186步兵團一些小單位向巴拉望島南北其他小島進攻，3月9日，第186步兵團一個偵察營在東北面的杜馬蘭島登陸，發現此島沒有守軍，一個月之後的4月9日，在布蘇安加島登陸，10名日軍被殺及宣佈佔領該島，該步兵團亦佔領古隆島及科隆市。在南面，美軍在4月16日佔領巴拉巴克島及於4月22日佔領潘達南島。

## 總結
在戰事中，美軍共有12人陣亡及56人受傷，日軍死亡接近900人及有140人受傷，佔巴拉望島的守軍人數一半。
巴拉望島的戰事在4月中結束，殘餘日軍逃往島上山區隱藏，與菲律賓南部其他島嶼戰事一樣，他們被跟蹤及被美軍和菲律賓軍殺死。
同時，在巴拉望島上機場建築工程立即展開，雖然土質不佳阻延工程進展，美軍飛機在1945年3月底已經可以在普林塞薩港的機場升降，而供給轟炸機使用的全天候跑道就較遲使用以支援艾奇伯格之後的行動，但亦在之後使用以切斷日本在南中國海的供應線及支援在1945年5月開始的婆羅洲戰役。